# Byön, Lovisa
Byön är en ö i Finland.   Den ligger i kommunen Lovisa i den ekonomiska regionen  Lovisa  och landskapet Nyland, i den södra delen av landet, 60 km öster om huvudstaden Helsingfors. Arean är 1,4 kvadratkilometer.
Terrängen på Byön är mycket platt. Öns högsta punkt är 33 meter över havet. Den sträcker sig 1,8 kilometer i nord-sydlig riktning, och 1,5 kilometer i öst-västlig riktning.